# Aedes
För andra betydelser, se Aedes (olika betydelser).
Aedes är ett släkte i familjen stickmyggor som huvudsakligen finns i tropiska och subtropiska skogar. 

## Svenska arter
Se även Lista över Aedes arter
I Sverige finns 31 arter som tillhör släktet Aedes, dessa förs till fem undersläkten:
- undersläkte Aedes (Aedes)   Meigen, 1818
  - Aedes cinereus, Meigen, 1818   rödbrun höstmygga
  - Aedes geminus, Peus, 1970   ljus höstmygga
  - Aedes rossicus, Dolbeskin & al., 1930   grå svämmygga
- undersläkte  Aedes (Aedimorphus)   Theobald, 1903
  - Aedes vexans, (Meigen, 1830)   sommarsvämmygga
- undersläkte  Aedes (Dahliana)   Reinert & al., 2006
  - Aedes geniculatus, (Olivier, 1791)   trädhålsmygga
- undersläkte  Aedes (Ochlerotatus)   Lynch-Arribalzaga, 1891
  - Aedes annulipes, (Meigen, 1830)   gulbrun skogsmygga
  - Aedes cantans, (Meigen, 1818)   sommarskogsmygga
  - Aedes caspius, (Pallas, 1771)   ljusbandad kustmygga
  - Aedes cataphylla, (Dyar, 1916)   ängstömygga
  - Aedes communis, (De Geer, 1776)   skogstömygga
  - Aedes cyprius, (Ludlow, 1919)   guldtömygga
  - Aedes detritus, (Haliday, 1833)   saltvattensmygga
  - Aedes diantaeus, (Howard, Dyar & Knab, 1912)   stålglansmygga
  - Aedes dorsalis, (Meigen, 1830)   mörkbandad kustmygga
  - Aedes euedes, (Howard, Dyar & Knab, 1912)   bågklomygga
  - Aedes excrucians, (Walker, 1856)   vinkelklomygga
  - Aedes flavescens, (Muller, 1764)   koppartömygga
  - Aedes hexodontus, (Dyar, 1916)   fjälltömygga
  - Aedes impiger, (Walker, 1848)   tundramygga
  - Aedes intrudens, (Dyar, 1919)   grå tömygga
  - Aedes leucomelas, (Meigen, 1804)   prydlig tömygga
  - Aedes nigrinus, (Eckstein, 1918)   mörk svämmygga
  - Aedes nigripes, (Zetterstedt, 1838)   fjällmygga
  - Aedes pionips, (Dyar, 1919)   bronstömygga
  - Aedes pullatus, (Coquillett, 1904)   mörk tömygga
  - Aedes punctodes, (Dyar, 1922)   salttömygga
  - Aedes punctor, (Kirby, 1837)   tidig tömygga
  - Aedes riparius, (Dyar & Knab, 1907)   rödbrun tömygga
  - Aedes sticticus, (Meigen, 1838)   vårsvämmygga
- undersläkte  Aedes (Rusticoidus)   Shevchenko & Prudkina, 1973
  - Aedes refiki, (Medschid, 1928)   alkärrsmygga
  - Aedes rusticus, (Rossi, 1790)   vitsidig tömygga